# ليفي ريد (سياسي)
ليفي ريد (بالإنجليزية: Levi Reed)‏ هو سياسي أمريكي، ولد في 31 ديسمبر 1814، وتوفي في 18 أكتوبر 1869. حزبياً، نشط في الحزب الجمهوري.